# Merle de Roehl
Turdus roehli
Espèce
Le Merle de Roehl (Turdus roehli) est une espèce de passereaux de la famille des Turdidae. Cette espèce a longtemps été considérée comme une sous-espèce de Turdus olivaceus et certains auteurs la considère toujours comme telle.
Il vit à travers les monts Pare et Usambara de Tanzanie.